# Claudinei Alexandre Aparecido
Claudinei Alexandre Aparecido (n. 2 mai 1980 în Avaré, São Paulo), sau mai simplu Nei este un fotbalist brazilian care joacă pentru Al-Shabab. În sezonul 2009-2010 a evoluat sub formă de împrumut la echipa CFR Cluj.

## Titluri
| Sezon   | Club          | Titlu  |
| ------- | ------------- | ------ |
| 2009-10 | CFR 1907 Cluj | Liga I |